# Osphronemus laticlavius
Osphronemus laticlavius är en fiskart som beskrevs av Roberts 1992. Osphronemus laticlavius ingår i släktet Osphronemus och familjen Osphronemidae. Inga underarter finns listade i Catalogue of Life.